# Batarà pissarrós amazònic
El batarà pissarrós amazònic (Thamnophilus amazonicus) és una espècie d'ocell de la família dels tamnofílids (Thamnophilidae).

## Hàbitat i distribució
Habita boscos i vegetació secundària de les terres baixes amazòniques de l'est i sud de Colòmbia, sud de Veneçuela, nord, est i centre del Brasil, Guaianes i nord de Bolívia.